# Riccardo Balocco
Riccardo Balocco (Milano, 30 marzo 1883 – Roma, 6 ottobre 1964) è stato un generale italiano, veterano della prima guerra mondiale.
Tra il 1933 e il 1934 ricoprì l'incarico di Addetto militare presso l'Ambasciata d'Italia a Tirana, in Albania, e tra il 1937 e il 1939 comandò la 12ª Divisione fanteria "Timavo" e la 12ª Divisione fanteria "Sassari". Nel maggio 1940 assunse il comando del V Corpo d'armata, guidandolo nell'aprile 1941 durante l'invasione della Jugoslavia, e nelle successive fasi dell'occupazione della Croazia.

## Biografia
Piemontese di origine, nacque a Milano il 30 marzo 1883. Arruolatosi nel Regio Esercito iniziò a frequentare la Regia Accademia Militare di Artiglieria e Genio di Torino, al termine della quale, con il grado di sottotenente fu assegnato all'arma di artiglieria il 7 settembre 1903 presso l'11 reggimento di artiglieria da campagna.
Promosso tenente il 1º luglio 1909 e capitano a scelta il 31 dicembre 1914, combatté durante la prima guerra mondiale, inizialmente inquadrato nel 1º reggimento di artiglieria pesante campale, venendo poi promosso maggiore il 3 giugno 1916 per merito di guerra mentre prestava servizio nel 25º Reggimento artiglieria campale.
Promosso tenente colonnello, dal 1919 fu presso l'officina di artiglieria di Genova per mansioni tecniche in forza però al 1º reggimento di artiglieria da fortezza (costa), transitando dal 1º novembre 1921 in aspettativa, per riduzione dei quadri, per la durata di sei mesi.
Dopo esser rientrato in servizio presso l'11º reggimento artiglieria pesante campale e aver frequentato la scuola di guerra di Torino,  il 15 novembre 1925 fu assegnato alla divisione militare di Alessandria. Promosso colonnello dal 10 maggio 1926 fu Istruttore d'artiglieria alla stessa scuola di guerra dal 16 novembre seguente, e poi Capo istruttore di armi, tiro e guerra chimica, presso la Scuola di guerra dell'esercito sino al 30 settembre 1928. Fu poi al ministero della guerra a Roma e comandante del 18º Reggimento artiglieria campale "Pinerolo" a L'Aquila. Nel 1933 divenne Addetto militare presso l'Ambasciata d'Italia a Tirana, in Albania. A causa dei rapporti tesi tra il suo predecessore Alberto Pariani e il Re Zog I, quest'ultimo non lo frequentò mai. La situazione era peggiorata ulteriormente con l'arrivo come ambasciatore nel 1932 di Armando Koch. Sostituito dal colonnello Mario Bombagli rientrò in Italia nel corso del 1934.
Il 1º gennaio 1935 fu promosso generale di brigata, e il 1º luglio 1937 generale di divisione, assumendo l'incarico di Capo di stato maggiore dell'Armata di Bologna. Nel 1938 assunse il comando della 12ª Divisione fanteria "Timavo" a Trieste, incarico che mantenne anche nel maggio 1939, quando la Grande Unità si trasformò nella 12ª Divisione fanteria "Sassari". Il 31 maggio 1940 lasciò il comando della Divisione assumendo quello del V Corpo d'armata.
All'atto dell'entrata in guerra del Regno d'Italia, avvenuta il 10 giugno dello stesso anno, il V Corpo d'armata non venne coinvolto in operazioni belliche. Promosso generale di corpo d'armata il 1 gennaio 1941, a partire dal 6 aprile successivo guidò la sua unità nell'invasione della Jugoslavia, conquistando la Croazia. Qui si distinse, tra la fine del 1941 e il 1942, nel confermare l'applicazione delle leggi razziali del 1938, disposizioni confermate poi dal suo successore Renato Coturri, espellendo, e facendo riportare in Croazia gli ebrei che cercavano rifugio in territorio controllato dagli italiani.
Dal 30 marzo 1943, per raggiunti limiti d'età, passò a disposizione del Ministero della Guerra a Roma quale segretario della Commissione suprema di Difesa.

## Pubblicazioni
- Fanti e Artiglieri, Istituto Poligrafico dello Stato, Roma, 1932.

### Fonti
1. 1 2 3 4 5 6  Generals.
2. 1 2 3 4  Vento 2010, p. 197.
3. ↑  Vento 2010, p. 196.
4. 1 2  Pettibone 2010, p. 107.
5. ↑  Avagliano, Palmieri 2013, p. 279.
6. ↑  Pettibone 2010, p. 23.
7. ↑  Gazzetta Ufficiale del Regno d'Italia  n. 806 del 30 dicembre 1941, pag. 59.
8. ↑  Gazzatta Ufficiale del Regno d'Italia n. 24 del 30 gennaio 1931, pag. 433.
9. ↑   Bollettino ufficiale delle nomine, promozioni e destinazioni negli ufficiali e sottufficiali del R. esercito italiano e nel personale dell'amministrazione militare, 1940,  p. 2466. URL consultato il 5 settembre 2019.